# La cucina giapponese
La cucina giapponese è un brano composto musica e testo da Matteo Becucci con Massimo Greco, Valentin Gerlier e Giuseppe Rinaldi (quest'ultimo autore del solo testo), licenziato nel 2011 dalla Universa Music Publishing / Sony Music Publishing Italy / Emi Music Publishing Italy, inciso nel 2011 da Matteo Becucci, primo estratto dal suo primo e omonimo album di inediti, Matteo Becucci.
Per il brano è stato realizzato un videoclip diretto da Leandro Manuel Emede, che vede la partecipazione, in veste di attrice, della cantante Giulia Ottonello.

## Tracce
Download digitale
1. La cucina giapponese - 4:05